# Pfitsch
Pfitsch (wł. Val di Vizze) – miejscowość i gmina we Włoszech, w regionie Trydent-Górna Adyga, w prowincji Bolzano (Tyrol Południowy).
Liczba mieszkańców gminy wynosiła 2721 (dane z roku 2009). Język niemiecki jest językiem ojczystym dla 90,38%, włoski dla 9,29%, a ladyński dla 0,33% mieszkańców (2001).